# Huasteker
Huasteker är ett indianfolk av mayagruppen i delstaterna San Luis Potosi och norra Veracruz i Mexiko. De behöll sin självständighet gentemot aztekerna, till vilka de exporterade bomull. Spanjorerna for hårt fram mot dem på 1520-talet, men än lever grupper av dem som småbönder och talar sitt eget språk.
Den förcolumbiska huastekkulturen blomstrade från år 900 e. Kr. kring Quetzalcoatl, Den befjädrade ormen, som var en central figur i deras religion. De hörde till de främsta konstnärerna i Mesoamerika framförallt i materialen lera, ben och snäckor. De är fortfarande mästare i snäckkonsthantverk och gör keramik med vinröd eller svart dekor.